# Strada europea E451
La E451 è una strada europea che collega Gießen a Mannheim.

## Percorso
La E451 è definita con i seguenti capisaldi di itinerario: "Gießen - Francoforte sul Meno - Mannheim".